# Суперкубок Нідерландів з футболу 1949
Суперкубок Нідерландів з футболу 1949  — 1-й розіграш турніру. Матч відбувся 25 червня 1949 року між чемпіоном Нідерландів СВВ та володарем кубка Нідерландів клубом Квік 1888.
| Володар Суперкубка Нідерландів 1949 |
| ----------------------------------- |
|                                     |
| СВВ Перший титул                    |

## Матч

### Деталі
| 25 червня 1949 |

| СВВ             | 2:0 | Квік 1888 |
| --------------- | --- | --------- |
| Шрумпф Кенеманн |     |           |

| Гоффертстадіон, Неймеген Глядачів: 20 000 Арбітр: Г.Й. ван Лаар |